# Cortez, Colorado
Cortez là một thành phố quận lỵ quận Montezuma, tiểu bang Colorado, Hoa Kỳ. Thành phố có diện tích km², dân số thời điểm năm 2000 theo điều tra của Cục điều tra dân số Hoa Kỳ là 7977 người2. Đây là một địa điểm du lịch phổ do vị trí trung tâm của nó với xung quanh là vườn quốc gia Mesa Verde, Monument Valley, và Four Corners.